# Шосе B1 (Намібія)
Шосе B1 — національне шосе Намібії, найдовша та найважливіша дорога країни, що проходить уздовж країни з півдня на північ. З'єднує Нурдувер на півдні на південноафриканському кордоні з Ошиканго на півночі на кордоні з Анголою через столицю Намібії місто Віндгук.
Маршрут складається з двох розривних ділянок: південного 802 кілометри ділянка від Нурдувера до Віндгука та північна 665 кілометрів ділянка від Окаханджа до Ошиканго. Центральна ділянка 74 кілометри між Віндгуком і Окаханджа, яка раніше була частиною B1, була модернізована до стандарту автостради, починаючи з 1970-х років і продовжуючи діяти до 2022 року, при цьому ділянки автостради тепер мають позначення A1.
Повністю B1 разом із колишньою ділянкою B1, яка тепер називається A1, утворює частину шосе Триполі-Кейптаун. Ділянка між Окаханджа та Отаві є частиною дороги розвитку Уолфіш-Бей-Ндола-Лубумбаші, а колишня ділянка B1, яка тепер позначена як A1 від Окаханджа до Віндгука, утворює частину Транс-Калахарі коридору.

## Маршрут
Важливі міста, через які B1 проходить у напрямку північ-південь, включають Ошиканго, Ондангва, Цумеб, Отаві, Отчіваронго, Окаханджа, Віндгук, Рехобот, Марієнтал, Кітмансхуп і Нурдувер.

## Історія
Північна ділянка дороги від Цумеба до Ондангви через Намутоні була побудована в 1957–58 роках. прибл. десятиліттям пізніше її заасфальтували, але тепер вона проходила через Ошивело, а асфальтована ділянка йшла від Ондангви до Ошакаті. Ділянка від Ондангви до Ошіканго все ще була гравійною дорогою.
У 2007 році назву B1 дали М'яснику з B1, серійному вбивці, який професійно розчленовував своїх жертв і залишав частини тіл принаймні п’яти жінок біля дороги. Особу вбивці так і не вдалося встановити.

## Галерея

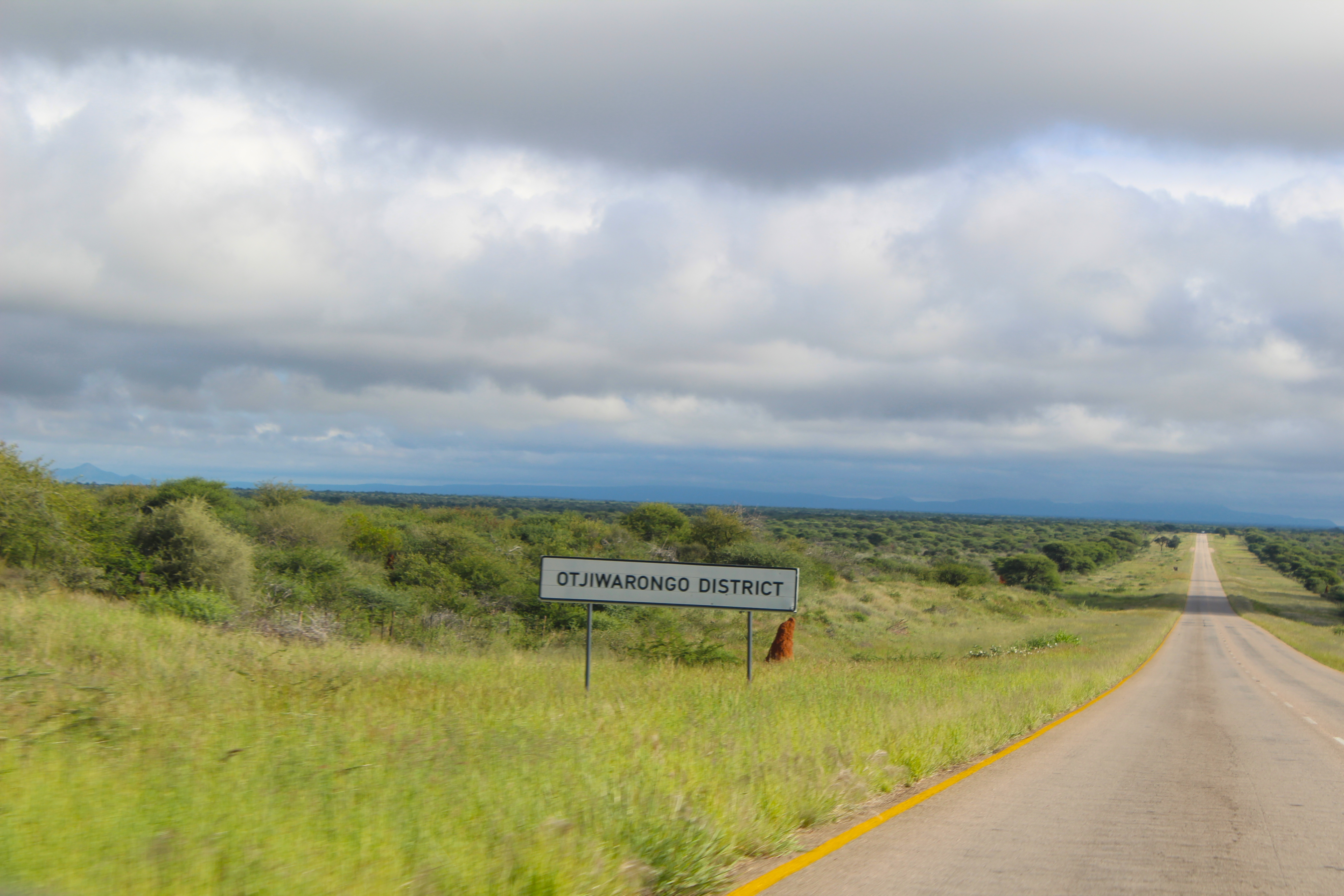
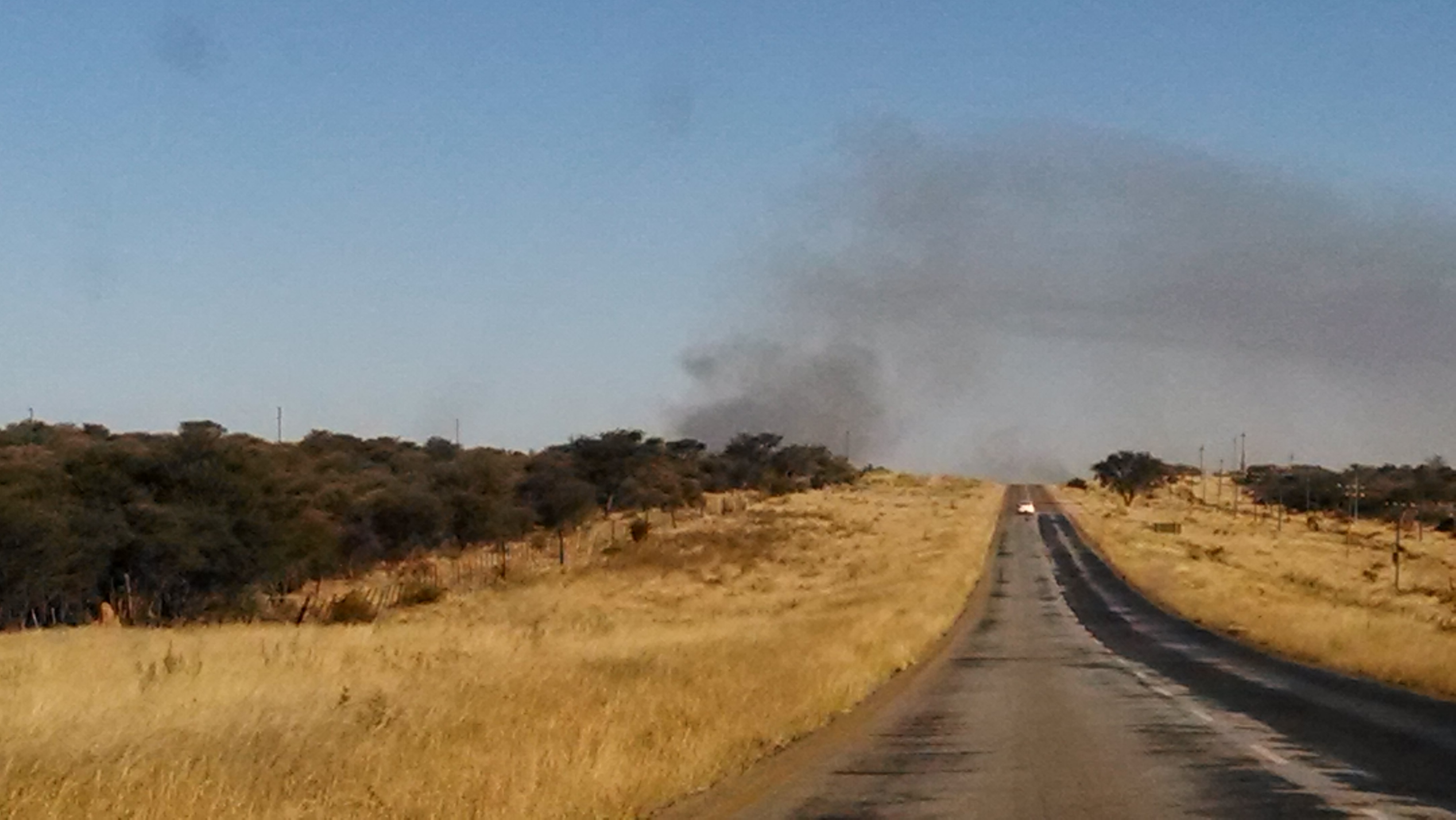
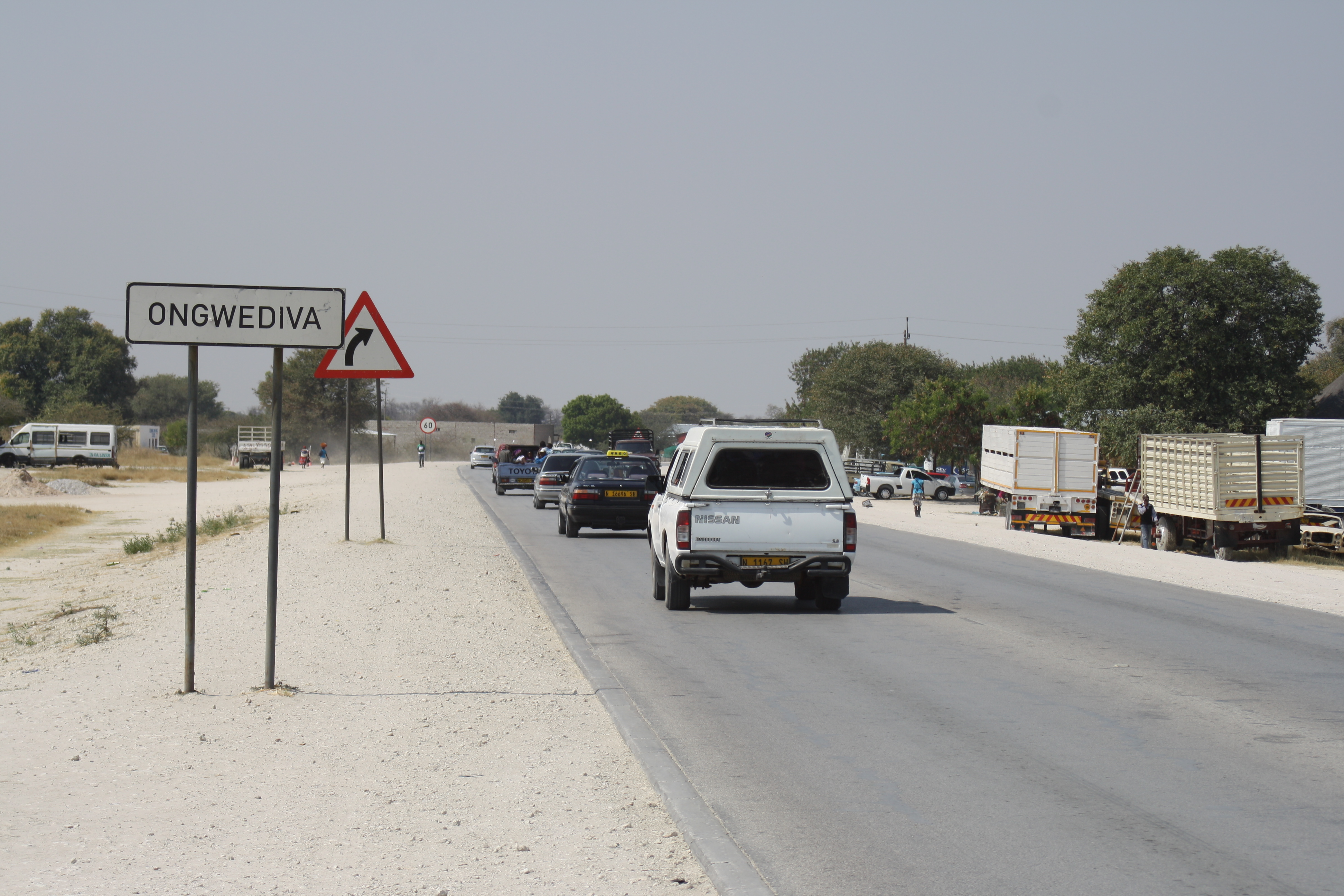
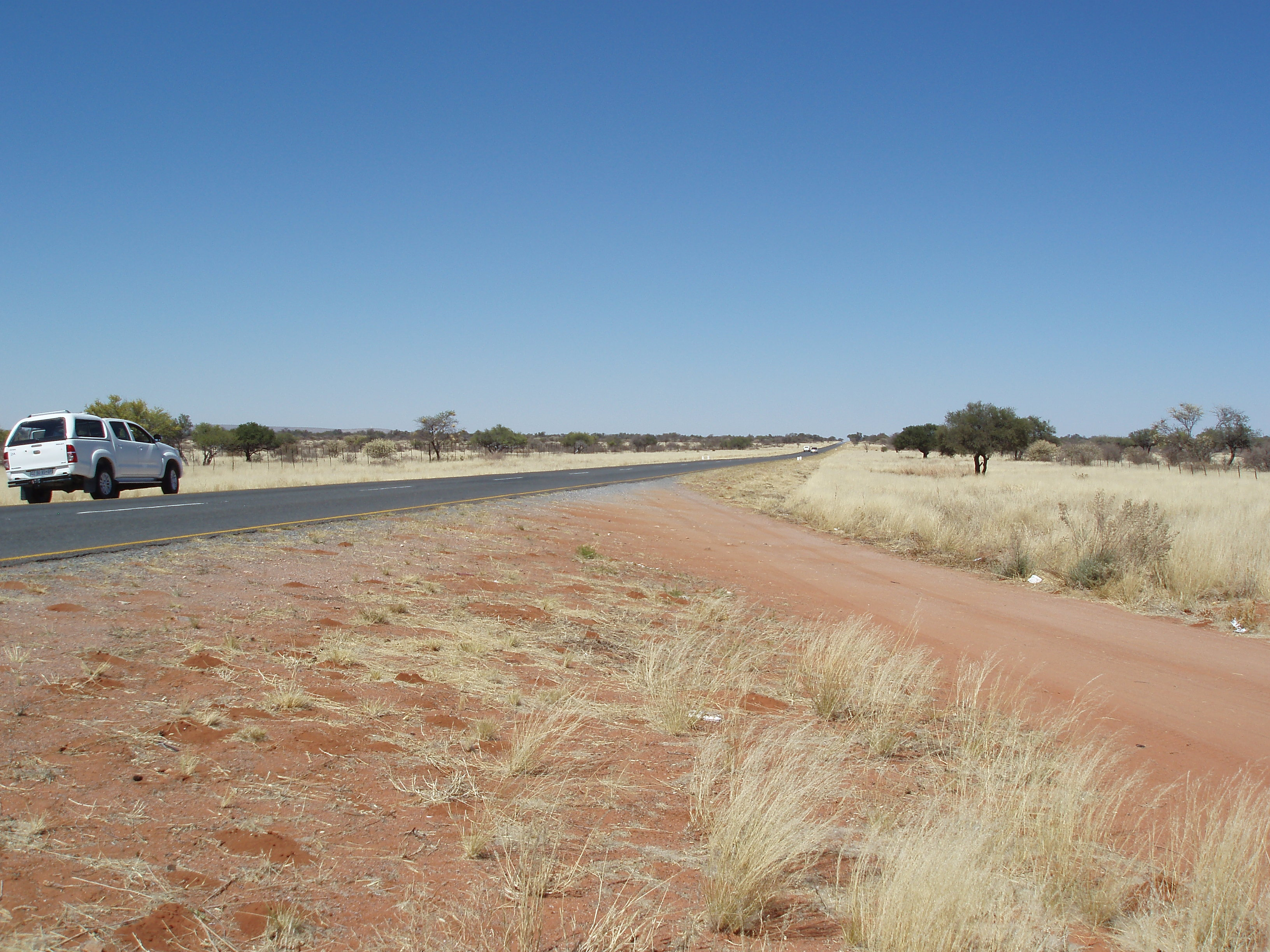
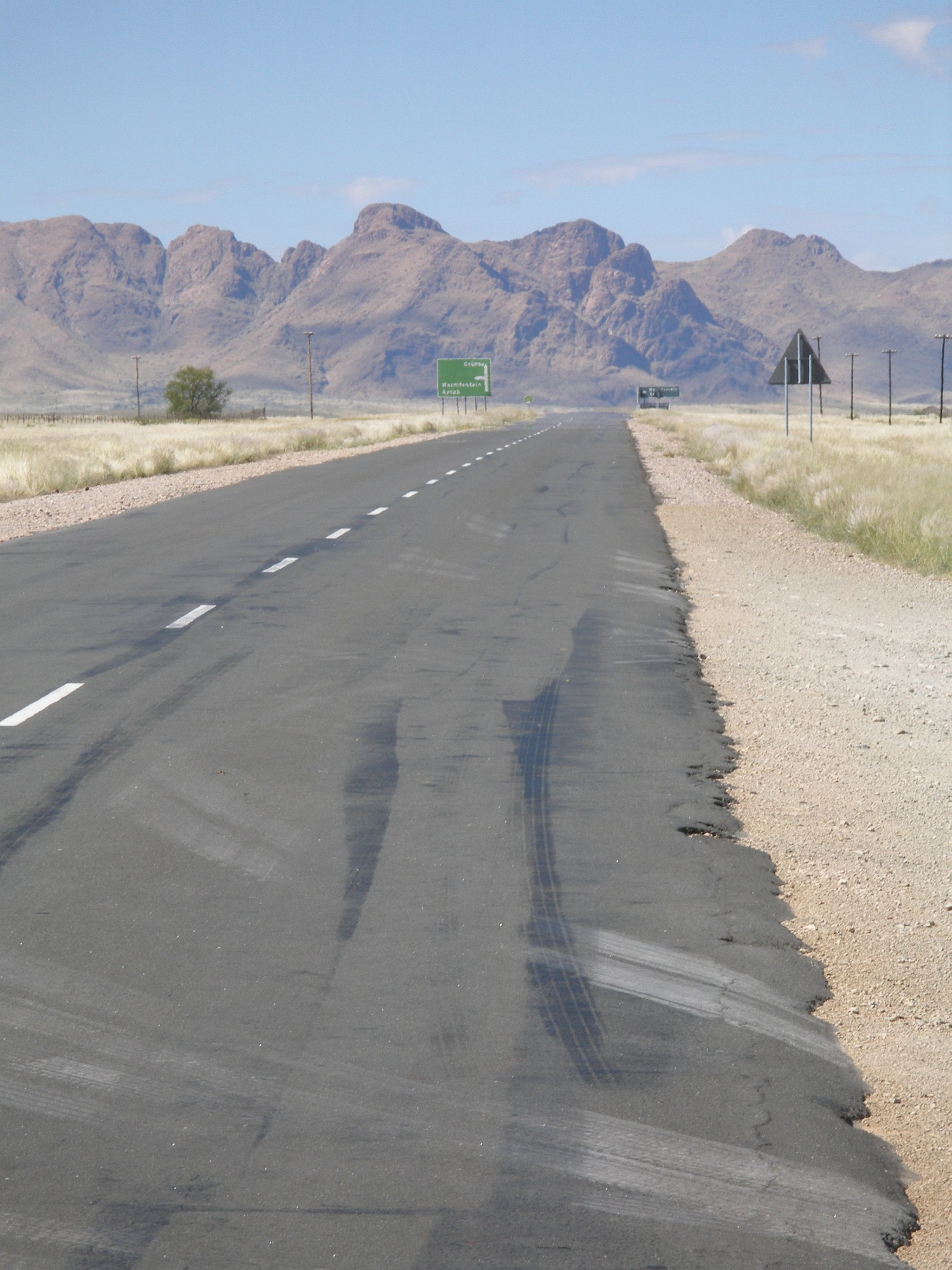
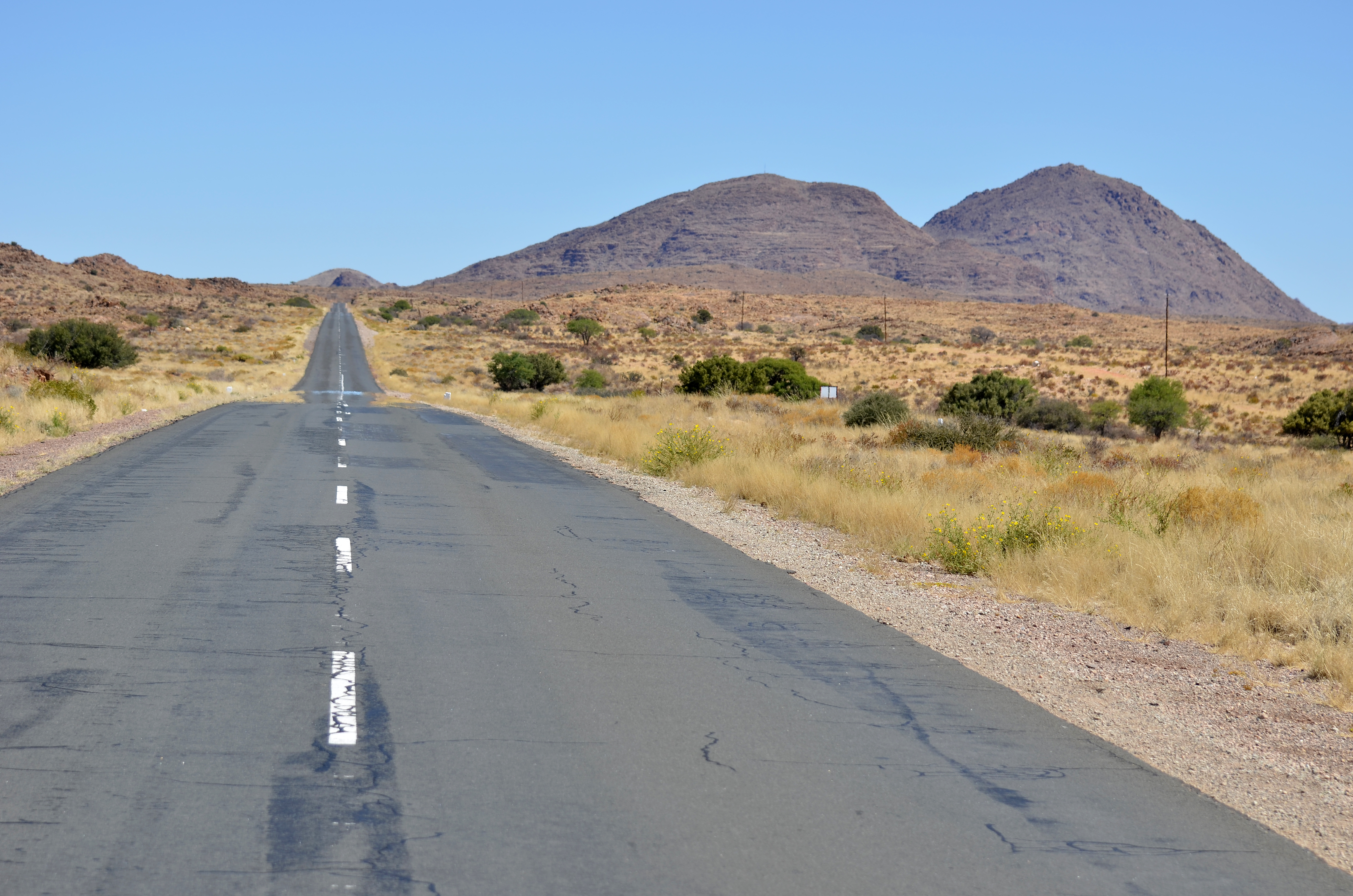
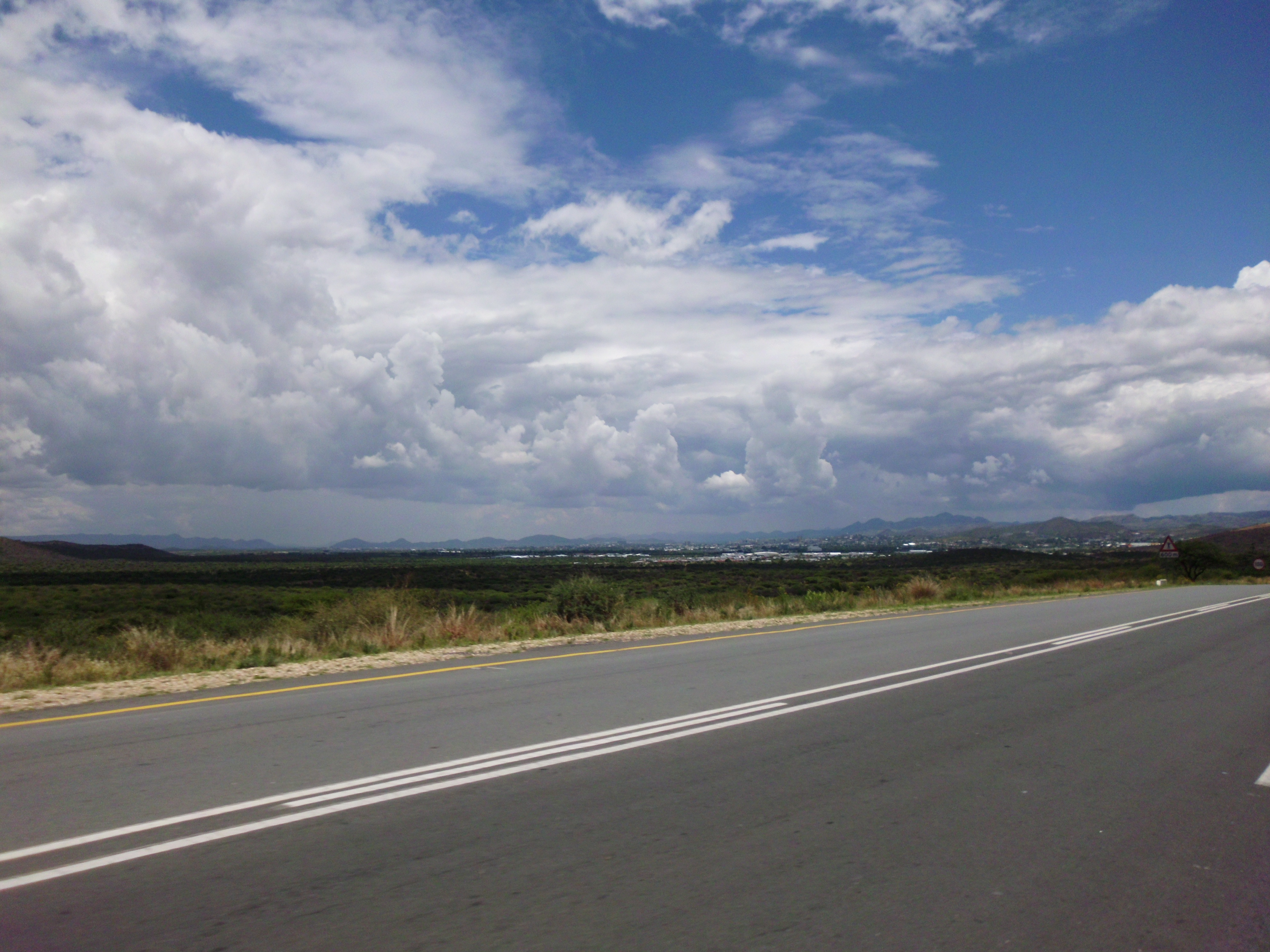
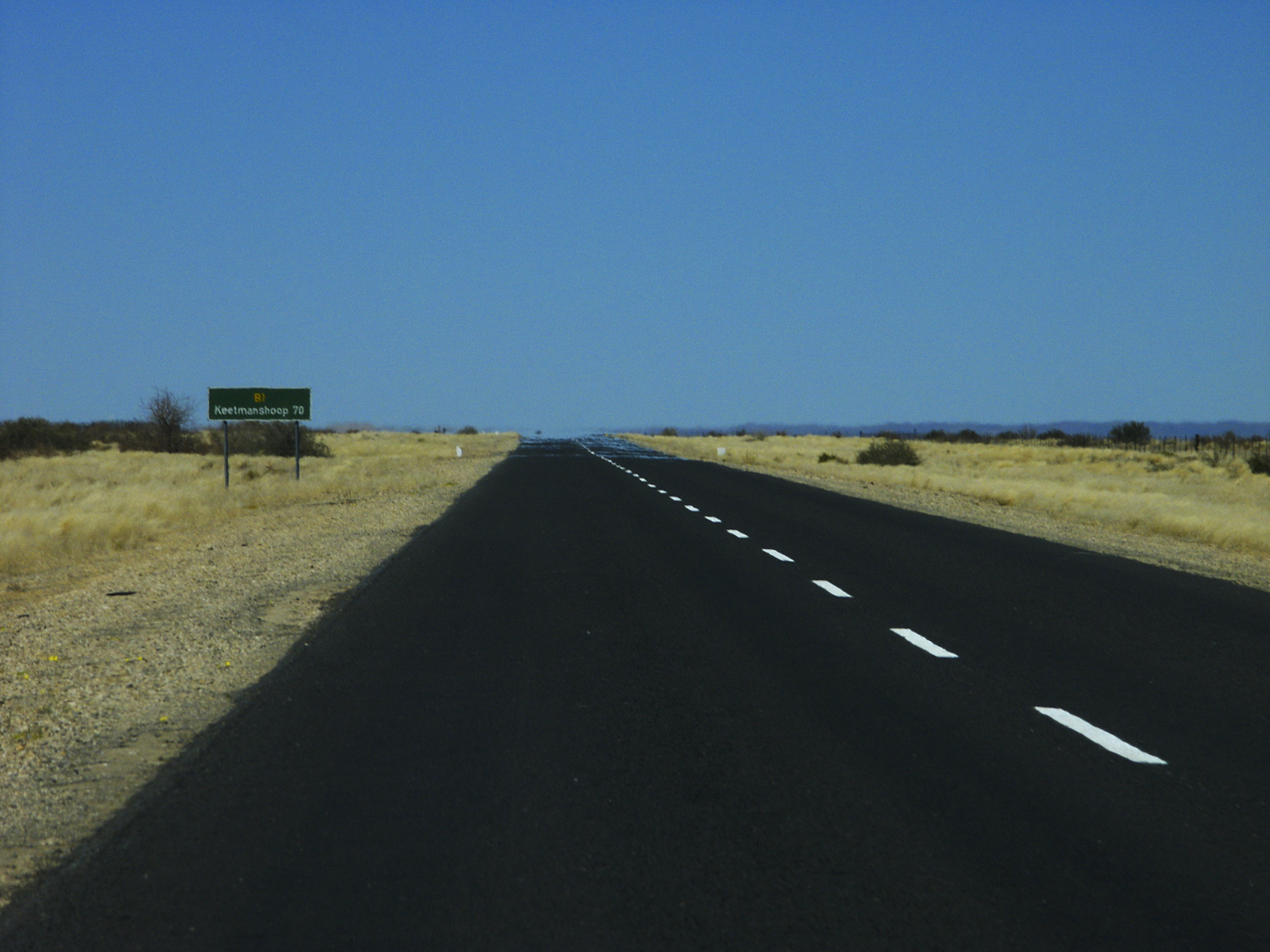

## Дивись також
- Транспорт Намібії